# Социалистическая Советская Республика Армения
Социалисти́ческая Сове́тская Респу́блика Арме́ния (арм. Սոցիալիստական Խորհրդային Հայաստանի Հանրապետություն) — армянское государство, республика, провозглашённая Социалистической Советской Республикой 29 ноября 1920 года.

## История

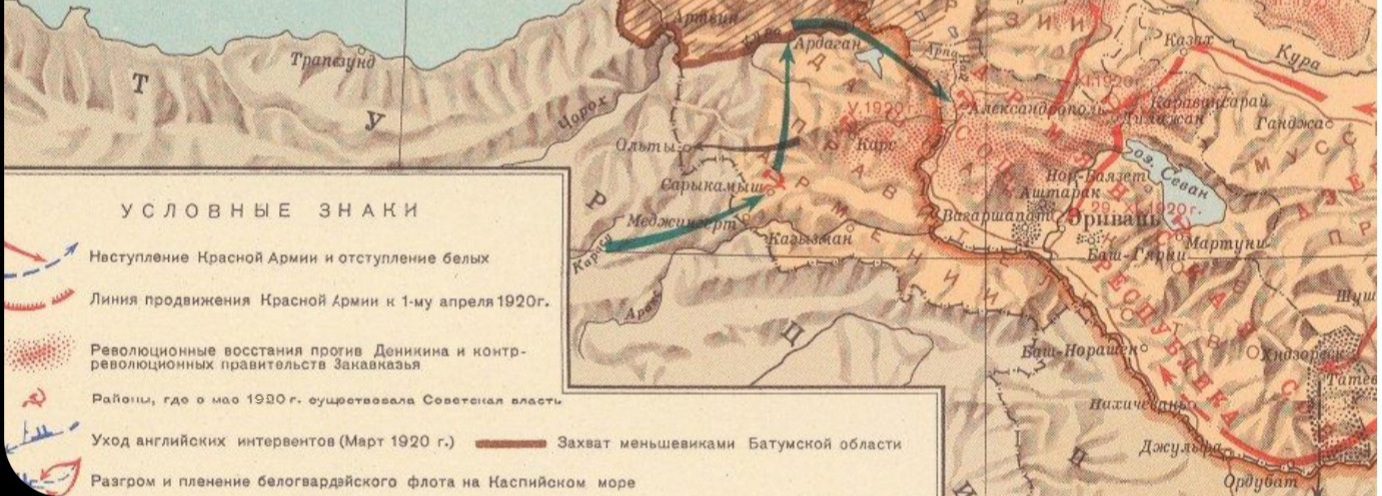
Советизация Армении в период с мая 1920 г. по июль 1921 г.

### Предыстория

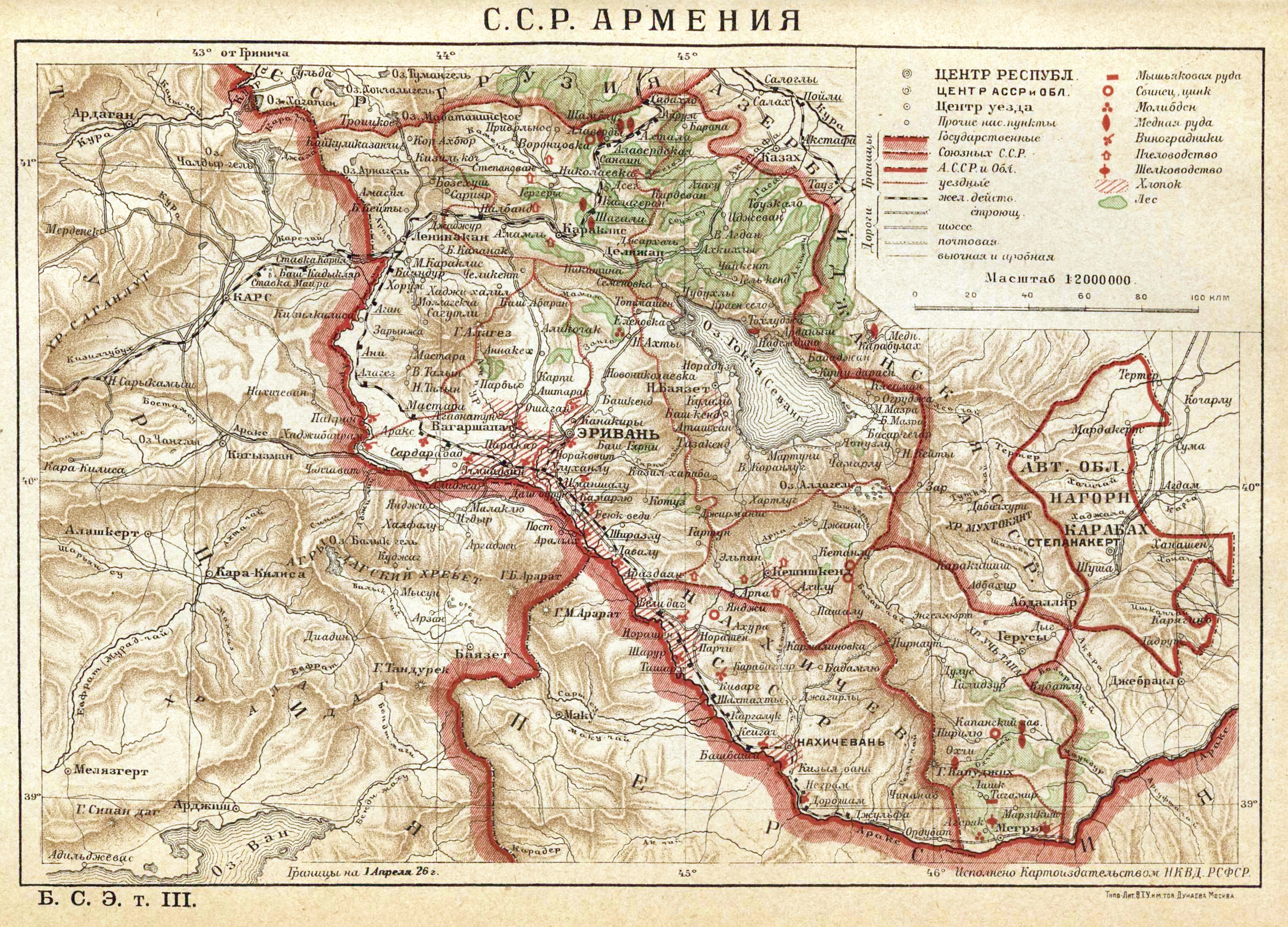
Карта Армянской ССР и НКАО, БСЭ, 1926 год, т. III.

ССР Армения в 1933 году

29 ноября 1920 г. была принята декларация Революционного Комитета Армении о провозглашении Армении Социалистической Советской республикой.

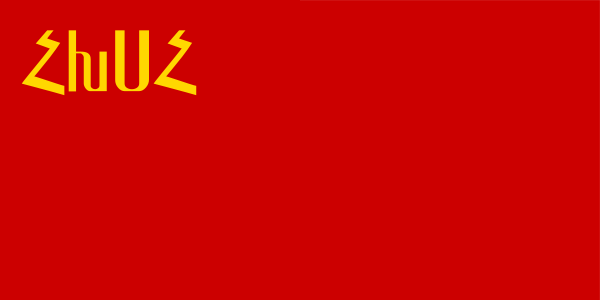
Флаг Социалистической Советской Республики Армении (1920—1922), аббревиатура на армянском языке.

Флаг Социалистической Советской Республики Армении в составе ЗСФСР (1922—1936), аббревиатура на русском языке.

2 декабря 1920 г. между РСФСР и Социалистической Советской Республикой Армении, было заключено соглашение, где указывалось:
- Ст. 1. Армения объявляется независимой социалистической республикой.
- Ст. 3. Росс. Сов. правительство признает бесспорно входящими в состав территории Соц. Сов. Республики Армении: Эриванскую губернию, часть Карской области, Зангезурский уезд, часть Казакского уезда и те части Тифлисской губернии, которые находились в обладании Республики Армения до 23 октября 1920 г.
- Ст. 5. Члены партии Дашнакцутюн и других социалистических партий Армении не будут подвергнуты никаким репрессиям за свою партийную принадлежность.

3 февраля 1922 года была принята конституция Социалистической Советской Республики Армении, которая затем была опубликована в газете «Хорырдаин Айастан» («Советская Армения») в № 88.

### Армения в составе ЗСФСР
12 марта 1922 года Социалистическая Советская Республика Армения, Социалистическая Советская Республика Грузия и Азербайджанская Социалистическая Советская Республика, в Тифлисе заключили союзный договор о создании Закавказской Социалистической Федеративной Советской Республики.
Армения, как и другие советские республики, утратила ряд функций суверенного государства: не имела самостоятельных дипломатических отношений, не располагала национальными вооружёнными силами, не вела внешнеторговой деятельности, пережила тяготы коллективизации.
По конституции СССР 1936 года ЗСФСР была упразднена — Азербайджанская, Армянская и Грузинская республики изменили название и вошли в состав СССР непосредственно, как самостоятельные союзные республики.

## Административно-территориальное деление
Социалистическая Советская Республик Армения была разделена на 9 административных уездов.
1 Даралагязский уезд
2 Дилижанский уезд
3 Зангезурский уезд
4 Ленинаканский уезд
5 Мегринский уезд
6 Ново-Баязетский уезд
7 Памбак-Лорийский уезд
8 Эриванский уезд
9 Эчмиадзинский уезд

## Руководители ССР Армении
| Первый секретарь ЦК Компартии Армении | Период на посту |
| ------------------------------------- | --------------- |
| Алиханян, Геворк Саркисович           | 1920—1921       |
| Лукашин, Сергей Лукьянович            | 1921—1922       |
| Иоаннисян, Ашот Гарегинович           | 1922—1927       |
| Осепян, Гайк Александрович            | 1927—1928       |
| Костанян, Айказ Аркадьевич            | 1928—1930       |
| Ханджян, Агаси Гевондович             | 1930—1936       |

| Глава государства             | Период на посту      | Название должности                            |
| ----------------------------- | -------------------- | --------------------------------------------- |
| Касьян, Саркис Иванович       | 1920—1921; 1928—1930 | Председатель Военного революционного комитета |
| Мясникян, Александр Федорович | 1921—1922            | Председатель Совнаркома                       |
| Амбарцумян, Саркис Саакович   | 1922—1925            | Председатель ЦИК                              |
| Каринян, Арташес Баласиевич   | 1925—1928            | -«-                                           |
| Ананян, Армен Артемович       | 1930—1933            |                                               |
| Мартикян, Серго Николаевич    | 1933—1936            |                                               |

| Глава правительства           | Период на посту      | Название должности      |
| ----------------------------- | -------------------- | ----------------------- |
| Лукашин, Сергей Лукьянович    | 1922—1925            | Председатели Совнаркома |
| Амбарцумян, Саркис Саакович   | 1925—1928; 1937—1937 | -»-                     |
| Тер-Габриэлян, Саак Мирзоевич | 1928—1935            |                         |
| Гулоян, Арам Арамович         | 1935—1937            |                         |

## Денежное обращение
В Армении по состоянию на 1922 год ходили различные бумажные валюты: чеки Эриванского отделения Государственного банка, «лондонские денежные знаки», закавказские боны, знаки советской Армении и совзнаки. Местное население предпочитало совзнаки — в ноябре 1921 года за 1 рубль совзнаками давали 4 армянских рубля.

## Вооруженные силы
После установления советской власти местные вооруженные силы некоторое время содержались в виде местной красной армии, в которой состояло 5690 человек.